# Il pescatore
Il pescatore è una canzone scritta da Fabrizio De André con la musica di Franco Zauli e Gian Piero Reverberi, fu pubblicata nel singolo Il pescatore/Marcia nuziale.

## Contenuto
Il brano, diventato negli anni uno dei più popolari del cantautore genovese, narra di un anziano pescatore che si è addormentato in riva al mare al tramonto e viene svegliato dal sopraggiungere di un assassino in fuga, che si presenta come tale e gli chiede del pane e del vino per saziarsi e dissetarsi. Il pescatore gli fornisce senza problemi quanto richiesto, senza curarsi dell'avere a che fare con un criminale e senza neppure guardarsi intorno, poi l'assassino si dilegua. In seguito sopraggiungono due poliziotti in cerca del fuggiasco, che chiedono al pescatore se lo abbia visto, ma il vecchio non risponde in quanto sembra di nuovo profondamente addormentato, facendo trasparire un sorriso.

## Versione dal vivo
Nella sua versione originale, Il pescatore è una canzone completamente acustica, dove De Andrè canta accompagnato semplicemente da due chitarre ritmiche e una chitarra solista. Il ritornello del brano è costituito da una melodia fischiettata, senza testo.
Nel 1979 il brano fu totalmente riarrangiato dalla Premiata Forneria Marconi, in occasione del tour che li ha visti lavorare assieme. In questa versione la velocità di esecuzione viene aumentata, vengono aggiunti all'arrangiamento anche batteria e violino, vengono inseriti fraseggi musicali all'inizio del brano e tra una strofa e l'altra ed il ritornello fischiettato viene sostituito da un «La La La La-La La-La La» cantato con lo stesso ritmo, eseguito in coro da tutta la band. Tale versione fu utilizzata da De Andrè anche per i concerti successivi.

## Cover
- 1983 - Mia Martini (album Miei compagni di viaggio)
- 2001 - Fiorella Mannoia (album Fragile)
- 2001 - PFM (album Faber, amico fragile)
- 2006 - I Giganti nella compilation Canzoni da mare (Azzurra Music, TBP11356).
- 2025 - Olly insieme a Goran Bregović al Festival di Sanremo nella serata dedicata alle cover.

## Versioni in altre lingue
- 2001 - Le Pêcheur (versione in francese) - Roberto Ferri (album Marinelle Et Le Chat)